# Frodoberto
San Frodoberto (Troyes, VII secolo – Saint-André-les-Vergers, 31 gennaio 673) è stato un abate francese, venerato come santo dalla Chiesa cattolica.
Il santo fu il fondatore e pertanto primo abate del monastero di Saint-Pierre de Montier-la-Celle di Saint-André-les-Vergers. Su di lui questo riporta il Martirologio Romano:
(Martirologio Romano)